# Крех бразильський
Крех бразильський (Mergus octosetaceus) — вид водоплавних птахів родини качкових (Anatidae).

## Поширення
Зустрічається по невеликих річках в первинних тропічних лісах північного сходу Аргентини, сходу Парагваю і півдня Бразилії.

### Популяції
Загальна чисельність виду оцінюється у 250 дорослих особин.
Бразилія. Найбільша популяція знаходиться у Бразилії у національного парку Серра-да-Канастра, у штаті Мінас-Жерайс. Дослідження 2006 та 2013 років виявили приблизно 140—200 дорослих особин. Кілька птахів були виявлені у 2012 році у муніципалітеті Patrocinio цього ж штату. У штаті Гояс загальна чисельність становить близько 50 особин. У 1995 році невелика популяція була виявлена на річці Tibagi, у штаті Парана (Анхос ін., 1997), але пошуки в 1998 році були невдалими. У 2002 році, ще невелика популяція була виявленана Ріо Ново Ріо Державного парку Jalapão у штаті Токантінс, і шість експедицій в 2007 і 2008 роках там виявила 7 пар, що гніздувались. Вважається, що птах вимер у штатах Мату-Гросу-ду-Сул, Ріо-де-Жанейро, Сан-Паулу і Санта-Катарина.
Аргентина. У провінції Місьйонес 12 особин було знайдено на річці Арройо Урузу в 2002 році. Це перша реєстрація виду в країні за 10 років, незважаючи на численні дослідження.
Парагвай. У Парагваї востаннє вид зареєстрований у 1984 році. Тим не менш, є місцеві звіти, які показують, що кілька особин все ще можливо вижили.

## Опис
Він трохи дрібніший за нашого креха середнього, але з таким же тонким червоним дзьобом і чорною із зеленуватим відливом забарвленням голови і шиї, має довгий чубчик. Верхня частина тіла у нього темна, зеленувато-бура, низ сірий, покреслений бурими і білими плямами. Тіло дорослого птаха сягає завдовжки 49-56 см.

## Спосіб життя
Єдине знайдене гніздо бразильського креха розташовувалося в дуплі високого дерева прямо над водою. У гнізді 6 яєць. Живуть ці птахи окремими парами, живляться переважно рибою.

## Збереження
Ареал цього осілого виду має явно реліктове походження, а спорадичність поширення в малодосліджених тропічних лісах не дозволяє судити про справжню чисельність популяції. Проте цей вид, безсумнівно, рідкісний, зустрічі його за останні 50 років поодинокі, а місця проживання інтенсивно руйнуються через вирубку лісів. Формально цей птах знаходиться під охороною тільки в Бразилії.